# フモニシン
フモニシン類 (英: fumonisins) は主にフザリウム属菌に由来するマイコトキシン（カビ毒）のひとつ。トウモロコシおよびその加工品や干しぶどうでの汚染が問題となる。作用機序はスフィンゴシンアシルトランスフェラーゼの阻害である。
より厳密には下記の2つを意味する。
- フモニシンB1
- フモニシンB2

毒性はフモニシンB2の方が高い。

## 構造
フモニシンには4種類の類縁体がある。以下に構造を示す。
| フモニシン | 構造式 | R1  | R2          | CAS登録番号 |
| ---------- | ------ | --- | ----------- | ----------- |
| B1         |        | -OH | -OH         | 116355-83-0 |
| B2         | -H     | -OH | 116355-84-1 |             |
| B3         | -OH    | -H  | 136379-59-4 |             |
| B4         | -H     | -H  | 136379-60-7 |             |

## 主な産生菌
- フザリウム属
- アスペルギルス属 Aspergillus niger の一部に産生能を有する菌株がある[2][3]。